# 解领
解领（?—?），辽国（契丹）大臣。契丹族。
天显十一年（936年）解领以南府宰相从辽太宗南下帮助石敬瑭攻打后唐。闰十一月，解领奉命与南宰相鹘离底、奚族监军寅你已、将军陪阿等北还。统和元年（983年）二月戊申，辽圣宗以惕隐化哥为北院大王，解领为南府宰相。